# Hossam Al Badry
Hossam Mohamed Al Badry (arabe : حسام البدري), né le 23 mars 1960 au Caire, est un footballeur professionnel égyptien aujourd'hui devenu entraîneur.
Il jouait au poste de milieu de terrain.

## Biographie

### Joueur
Il commence sa carrière en 1970 en rejoignant l'équipe des jeunes d'Al Ahly SC. Après 8 années dans les équipes jeunes, l'entraîneur hongrois du club Nándor Hidegkuti le fera entrer dans l'équipe première lors de la saison 1978/79 lors d'un match contre Al Olympi (victoire 3-1). Lors de la saison 1981, Al Ahly sera au coude à coude pour le titre avec son grand rival Zamalek, mais Al Badry permettra au club de remporter le titre en inscrivant le but de la victoire lors du match contre Zamalek (1-0). Il souffrira d'une grave blessure en 1984 (rupture des ligaments). Après une longue période de traitement pour sa convalescence qui durera plus d'un an, il décidera de mettre un terme à sa carrière en 1987.
Avec l'équipe d'Égypte, il joua en tout 18 matchs entre 1980 et 1985, et participera aux jeux olympiques de Moscou 1980.

### Entraîneur
Al Badry entamera à partir des années 2000 une carrière d'entraîneur. Il commencera en tant qu'assistant de Manuel José de Jesus, alors entraîneur d'Al Ahly, son club de toujours. En 2009, après le départ de Manuel José, Al Ahly nommera le Portugais Nelo Vingada qui résiliera son contrat au bout de 5 jours pour causes de problèmes familiaux. Hossam Al Badry sera alors nommé nouvel entraîneur du club pour un contrat d'une saison. Il deviendra alors le premier entraîneur égyptien du club depuis 1993. Le 22 novembre, il dépose sa démission qui sera acceptée.

## Palmarès

### Joueur
- Al Ahly:
  - 3 championnats d'Égypte
  - 4 coupes d'Égypte
  - 3 compétitions africaines

### Entraîneur
- Al Ahly SC :
  - Championnat d'Egypte : 2017 et 2018
  - 1 Supercoupe d'Égypte
  - Ligue des champions de la CAF 2012
  - Supercoupe de la CAF 2013
- Al Merreikh Omdurman :
  - Championnat du Soudan : 2011